# هربرت لیندستروم
هربرت لیندستروم (انگلیسی: Herbert Lindström؛ ۱۶ مارس ۱۸۸۶ – ۲۶ اکتبر ۱۹۵۱) ورزشکار طناب‌کشی اهل سوئد بود.
وی در مسابقات کشوری و بین‌المللی در مجموع برندهٔ ۱ مدال طلا شده‌است.